# Moloch (god)
Moloch of Molek is een aanduiding of naam van een Kanaänitische god in de Hebreeuwse Bijbel, vooral in Leviticus.

## Etymologie
Moloch is een Latijnse transliteratie van het Griekse Μόλοχ, Móloch. Dit is weer een transliteratie van het Hebreeuwse מֹלֶך, Mōleḵ. Veel onderzoekers nemen aan dat Mōleḵ is samengesteld uit de wortel mlk, "heersen" met de klinkers van bōšet, "schande". Dit laatste is niet onomstreden. Het woord melek, "heerser", "koning" heeft dezelfde wortel, wat heeft geleid tot de vertaling met de Griekse termen hiervoor in de Septuagint (zie verderop).
Tot 1935 was de consensus dat Moloch de naam was van een Kanaänitische god, maar sinds de publicatie van Otto Eißfeldt is er debat of Moloch verwant is met de Punische term mlk, (een soort) "offer" en daar dus een aanduiding voor is of van een specifiek offerritueel. In de periode sinds 1935 kreeg deze opvatting steeds meer bijval, maar is niet onomstreden.
Een alternatief is dat het Punische mlk en Moloch verwant zijn aan het Syrische werkwoord mlk, "beloven". Weer een andere theorie is dat de Punische en Hebreeuwse wortels waren afgeleid van de identieke Proto-Semitische vorm, die "bezitten" betekende en pas later de betekenis van "heersen" kreeg. Moloch zou dus oorspronkelijk "geschenk", "gift" betekenen en later "offer" zijn gaan betekenen.

## Hebreeuwse Bijbel
De Hebreeuwse Bijbel spreekt van kinderoffers aan Moloch (bijvoorbeeld in Leviticus 18:21). Hierop stond de doodstraf door steniging (20:2) of uitstoting uit de gemeenschap (20:3). Moloch wordt in 1 Koningen 11:7 "de gruwelijke god van de Ammonieten" genoemd. Taalkundig kan er een verband zijn met de goden Adrammelech (Adar-malik) en Anammelech (Anu-malik) uit 2 Koningen 17:31, waarin wordt gezegd dat ook aan deze goden kinderen werden geofferd. Op een andere plaats worden kinderoffers in verband gebracht met Baäl (Jeremia 19:5). Mogelijk werden Moloch en Baäl op enig moment met elkaar geïdentificeerd (zie bijvoorbeeld Jeremia 32:35).
De Hebreeuwse Bijbel zegt niets over de vorm van Moloch of het offerritueel. Passages die spreken over kinderoffers door de kinderen te verbranden, noemen Moloch niet (zie bijvoorbeeld Deuteronomium 12:31; 18:10; 2 Koningen 16:3; 17:17; Ezechiël 16:21). Jeremia 19:5 brengt brandoffers in verband met Baäl. De tekst in Jeremia 7:31 en Ezechiël 20:26 suggereert dat dit offers aan JHWH (lă-mlk, "aan de koning") waren (vergelijk Micha 6:7). Jeremia zegt dat JHWH deze niet had geboden, Ezechiël dat Hij deze liet gebeuren zodat de Israëlieten gestraft zouden worden.

### Masoretische Tekst
In de Masoretische Tekst wordt molech altijd voorafgegaan door het lidwoord ha-, "de". Ook als passages gaan over komen of gaan "naar Moloch", wordt het voorzetsel lamedh (ל) vervoegd met een patach (streepje onder een letter) wat tot lă-Mōleḵ, "... naar de Moloch" leidt, in tegenstelling tot vervoeging met een sjva (twee puntjes boven elkaar onder een letter) die zou leiden tot lə-Mōleḵ, "... naar Moloch". Deze constructie heeft mede geleid tot de theorie dat Moloch geen god aanduidt maar een ritueel of offervorm.

### Septuagint
De Septuagint (de Griekse vertaling van de Hebreeuwse Bijbel) vertaalt Moloch in Leviticus met ἄρχων, archōn, "heerser" en in 1 Koningen 11:7 met βασιλεύς, basileús, "koning". 2 Koningen 23:10 en Jeremia 30:35 geven Moloch.
De Septuagint geeft ook Moloch in Amos 5:26, waar dit in de Hebreeuwse en Masoretische tekst ontbreekt. Het vers luidt: "Jullie droegen zelfs de tent van Moloch en de ster van jullie god Raifan [of: Refan], beelden die jullie zelf hebben gemaakt." Deze tent wordt over het algemeen beschouwd als de gebruikelijke manier om het beeld (of de afbeelding) van een god te bedekken als dit werd gedragen in een processie. De samenstelling in de tekst heeft geleid tot de aanname dat Moloch een zonnegod was.

## Nieuwe Testament
In het Nieuwe Testament komt Moloch voor in Handelingen 7:43, waar wordt gezegd: "jullie hebben de tent van Moloch meegedragen". Dit is een citaat van Amos 5:26 uit de Septuagint (zie boven).

## Afbeelding van Moloch en het offerritueel

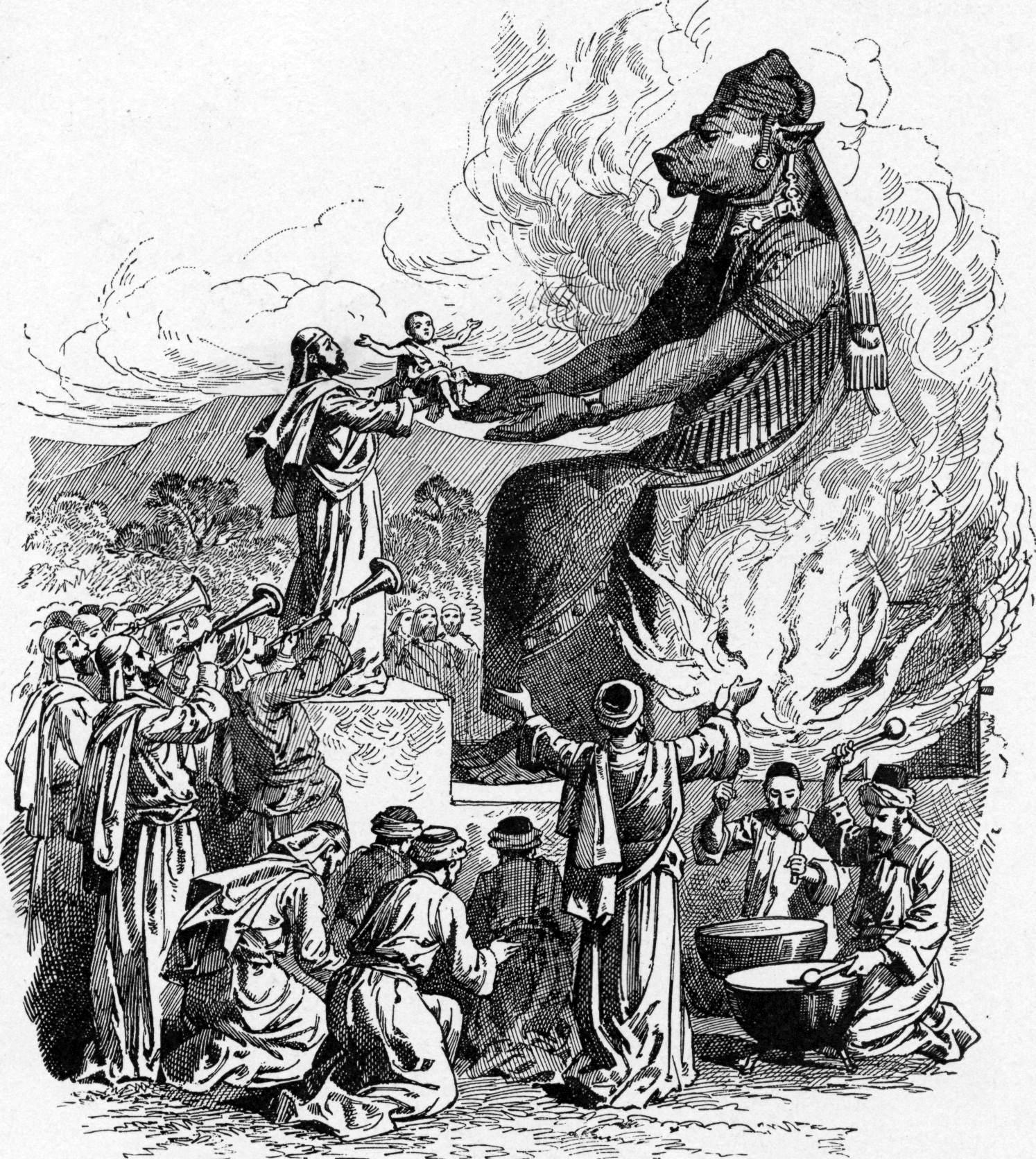
Illustratie uit Bible Pictures and What They Teach Us door Charles Foster, 1897

Vanaf de middeleeuwen wordt Moloch voorgesteld als een menselijk afgodsbeeld met een stierenhoofd. De armen van het beeld waren uitgestrekt over een vuur, waarop het kinderoffer wordt geplaatst.
Deze afbeelding kan teruggaan op middeleeuwse Joodse commentaren, die de Moloch verbinden aan de Carthaagse kinderoffers aan Kronos (Baäl Hammon), de titaan die zijn kinderen verslond. In de oudheid werd over deze kinderoffers met afschuw gesproken, zoals door Romeinse en Griekse schrijvers als Diodorus Siculus, Plutarchus en Tertullianus. Deze werken kunnen echter onderdeel zijn geweest van de propaganda die de Romeinen na de verovering van Carthago verspreidden, waarin de Carthagers als barbaren werden afgeschilderd. Archeologische vondsten in 2014 wijzen echter in de richting van kinderoffers door de Carthagers.
De stierenkop zou kunnen teruggaan op de mythologische minotaurus. Andere bronnen voor deze afbeelding zouden de legende van Talos en de messingen stier die voor koning Falaris van Akragas werd gemaakt. Mogelijk hebben al deze legendes invloed gehad op het concept en de afbeelding van Semitische kinderoffers.

## Moloch in de kunsten
Moloch komt voor in:
- Paradise Lost van John Milton (1663) - hierin is Moloch een van de machtigste strijders van de gevallen engelen.
- Salammbo van Gustave Flaubert (1862) - in deze historische roman die zich afspeelt in Carthago staat een invloedrijke beschrijving van het offerritueel en het afgodsbeeld van Moloch.
- The Flight of Moloch van William Blake (1809) - zie afbeelding bovenaan dit artikel.
- Cabiria, een stomme film van Giovanni Pastroni (1914) - deels gebaseerd op de roman Salammbô.[11]

## Hedendaags gebruik
In de stomme film Metropolis (1927) van Fritz Lang is Moloch een visioen van een demonische machine en in het gedicht Howl van Allen Ginsberg (1955) wordt Moloch gebruikt als metafoor voor de industriële beschaving en meer specifiek voor Amerika. Mede hierdoor is de term moloch spreekwoordelijk geworden voor grote, nietsontziende organisaties. Vooral als deze zo groot zijn geworden door kleinere organisaties "op te slokken" (vijandige overname) of te "vermorzelen" (wegconcurreren).

## Trivia
De bergduivel (Moloch horridus) is een Australische hagedis die naar Moloch is vernoemd.